# 7 Days to Die
『7 Days to Die』（セブン デイズ トゥ ダイ、略称：7DTD）とは、The Fun Pimpsによるオープンワールドのサバイバルホラーゲームである。2013年12月13日にWindows版とOS X版がアーリーアクセス作品として、Steamからリリースされた。また、PlayStation 4版とXbox One版はTelltale Publishingから2016年6月にリリースされた。「7 Days To Die」と表記されることもある。

## ストーリー
第三次世界大戦の核戦争によって、いくつかの地域を残して世界の大半が破壊された後の世界という設定。アリゾナ州の架空の都市・ネーブスジェーン（Navesgane）が主な舞台である。プレイヤーは戦争の生き残りで、シェルターや食料、水、武器などを、支給品や廃墟を漁ったりしながら自力で見つける必要がある。また、Navesganeには核爆弾の降灰の結果現れたと示唆される大量のゾンビが生息しており、それらから逃げ延びなければならない。
現時点では、ゲーム内の7日に1回起きるブラッドムーンホードといつも襲いかかるゾンビから生き延びる以外にはミッションなどは設定されていないが、製作者は今後のアップデートで追加される可能性のあるストーリーについて示唆している。

## ゲームプレイ
このゲームでは、プレイヤーはなるべく長く生き延びることを目標に、ランダム生成された世界か、アリゾナ州、Navesganeのプリセットの世界にスポーンする。日を重ねるにしたがってゾンビはより強くなり、凶暴化する。ゲームの特徴としてはクラフトの能力、オブジェクトの破壊、および設置である。このゲームには物理演算のシステムが用いられており、柱や壁のような支えのない建造物は崩れてしまう。また、世界はボクセル単位で構成されており、簡単な建築ができたり、物理演算による物体の崩壊などが起こったりする。ゲーム内には昼夜の概念があり、夜を生き延びることを特に趣旨としている。昼間のゾンビは動きが鈍く、弱体化しているが、夜になると走り出し、凶暴化する。また、主人公は継続して水分や食料を摂取する必要がある。この世界では、道具等は使っていくうちに品質が下がっていくので、プレイヤーはゲームを進めるにつれて新しい道具を作ったり探したりしなければならない。プレイヤーは自分で家を建築したり、砦を建築するための素材を収集するために既存の建造物を壊したりできる。また、このゲームでは、ゾンビとの無用な戦いを避けるために隠れたり、敵の気を散らしたりすることができる。生肉や匂いのする食べ物を持っていると、ゾンビはプレイヤーを認識しやすくなる。『7 Days to Die』のゾンビはプレイヤーのもとに辿り着くために、壁を登ったり、地面を掘ったり、壁やドアを壊したりする。生き延びるには、プレイヤーは拠点の防御を固めるために、罠などを仕掛ける必要がある。

### マルチプレイ
プレイヤーがサーバーを用意してマルチプレイで遊ぶことができ、一つのワールドでプレイヤー同士が互いに影響しあったり、交流したりすることができる。サーバーのオプションによって、協力して遊ぶかPvPで遊ぶかが決められる。プレイヤーはホスティング・プロバイダーを利用して自分自身のサーバーを運用することができる。シングルプレイのワールドにはローカルエリアネットワークを通じて、サーバーを使用しなくても他のプレイヤーが参加することもできる。また、プレイヤーはシングルプレイのワールドをWANで公開することもできる。サーバーはWindowsとLinuxのどちらでも運用できる。マルチプレイではサバイバルモード（ランダム生成と通常のワールド）とクリエイティブモードの二つのゲームモードが利用できる。

## ゲームシステム

### スタミナ、満腹度、水分度
プレイヤーは体力（HP)の他に、スタミナ、満腹度、水分度のゲージを持っており、それぞれ低下すると行動ができなくなるなどのデバフがかかる。スタミナは走る、ジャンプする、殴る、道具を使うなどの行動で減少し、0になるとそれらの行動が取れなくなる。アルコール等の摂取により、一時的にスタミナをほぼ無限に回復することもできるが、体調不良などのデメリットも生じる。満腹度、水分度は活動しているうちに減少していき、空腹や喉の渇きによるデバフが起こりうる。水分度の減少する薬品や食料も存在する。これらのゲージは食料や水などを摂取することで回復する。また、食料を摂取することで数秒間の体力回復効果も得られる。

### 健康値
健康値はプレイヤーの最大体力およびスタミナに影響する。初期値は100で、最低50、最大200まで増減する。健康値を上げるには栄養のある食料を摂取する、ビタミン剤を摂取するなどの方法がある。死亡してリスポーンする、コーヒーを摂取するなどの原因で健康値は低下する。体力とスタミナが多い方がゲームを有利に進められるため、健康値を上げることにはメリットが多い。

### クラフト (Crafting)
ゲームの中核をなす特徴的なシステムの一つとして、クラフトが挙げられる。α15時点では、インベントリを開くとレシピの一覧が表示され、材料がインベントリ内に有る状態でレシピを指定するとクラフトが開始される。レシピごとに作成にかかる時間が設定されており、特定のスキルを取得することでクラフトの時間が短くなる。クラフトすることで、経験値を獲得でき、作成したアイテムに関連するスキルが上昇する。初期状態では解放されていないレシピもあり、レシピの本を読んだりスキルを獲得することで新たなレシピを覚えることができる。
プレイヤーはクラフトのための予約枠を4つまで持っている。また、ワークベンチというユーティリティを使用することでもクラフトができる。ただし、ワークベンチを使用した場合、ユーティリティのGUIを開いた状態にしておかなければ経験値が獲得できない。
精錬
炉を使用して金属やガラスを扱うことができるようになる。銃弾の薬莢や鉄製の矢尻の作成に必須。
品質
道具や武器、防具などには品質が設定されており、品質が向上すると攻撃力や耐久値が増加する。銃はパーツごとに品質が設定されており、全てのパーツの品質の平均値によって完成品の品質が決まる。
耐久値
道具や武器、防具などには耐久値が設定されており、使用することでそれが減っていく。耐久値がなくなったアイテムは使用できなくなるか、壊れてしまう。修理キットを使って修理ができる。
修理
耐久値の減ったツール等に、材料として使用される固有のアイテムを組み合わせることで修理することができるが、その際にツール等の品質が下がってしまう。また、ワークベンチを使用することで、品質の設定されている同種のツール等2つを1つにまとめ、耐久値を回復させたり品質を向上させたりすることができる。

### ルート（ルーティング、Loot）
このゲームの世界では廃墟の棚や冷蔵庫、道端のゴミや放置された車、ゾンビを倒した後にドロップすることがある略奪品などを漁ってアイテムを入手することができる。ゲーム内での主なアイテム入手法はルートである。家屋の戸棚や冷蔵庫、オーブンからは食料品が、武器庫からは銃弾や銃のパーツが入手しやすいなど、ある程度配置されるアイテムが決まっている。一度漁った場所は、設定によっては数日後に再び漁ることができるようになる。

### スキル、パーク
このゲームにはスキルシステムが設定されており、レベルを上げたことでもらえるスキルポイントと、本棚などにあるスキルレベルを上げる本などで上昇させることができる。主人公自身を強化するスキル、クラフトの速度や品質を上昇させるスキル、新たなレシピを覚えるスキルなど、様々なスキルが実装されている。

### 農林業

#### 農業
『耕作区画ブロック』をクラフトし、種を植えることで作物を育てることができる。種は作物からクラフトできるほか、ルーティングやトレーダーとの取引で入手できる。また、肥料を使用することで収穫量を増やすことができる。α21時点で栽培できる作物は次の通り。
食料・飲料の材料
ジャガイモ、トウモロコシ、スーパートウモロコシ、ブルーベリー、マッシュルーム、ユッカ、アキノキリンソウ、菊、コーヒー豆、カボチャ、ホップ
その他
綿花、アロエ

#### 林業
マップ上に生成される樹木のなかには種を落とすものもある。その種を土に植えることで、新たに樹木が生えてくる。

### 大規模襲撃
『7 Days to Die』の世界では7日ごとにゾンビによる大規模襲撃が起こる（通称フェラルホード、またはブラッドムーンホード）。通常ではスポーンしない強力なゾンビもスポーンし、一度に大群で押し寄せてくるため、これを生き延びることはこのゲームの主たる目的のひとつとも言える。

### Heat値
炉や松明・ロウソクなどの炎を焚き続けたり、爆発音・銃声や動力工具などの騒音を立て人間が生活してる気配を立て続けるなどを原因に上昇し、一定値まで溜まると絶叫ゾンビがスポーンする。絶叫ゾンビはプレイヤーを認識するとゲームステージに依存した強さのゾンビの大群を呼び寄せ、襲撃を引き起こす。

## キャラクター

### 主人公
主人公の設定等については特に公式から明らかにされていない。
α10でキャラクターをある程度自由にカスタマイズできるようになった。性別、髪型を選んだり、体格を調整することができる。

### NPC
商人 (Trader)
α15で追加された。Navesgane、ランダムワールドの両方に設置される商人の拠点におり、デュークのカジノトークンというアイテムを通貨として取引することができる。拠点内のショップから移動することはない。ゲーム開始時のチュートリアルクエストを全てクリアすると、最寄の商人の拠点が地図上にマークされる。
商人の拠点ではブロック等の破壊・設置ができず、営業時間外（ゲーム内の夜の時間）になるとプレイヤーは強制的に敷地から追い出されるため、夜のゾンビをしのぐために使うことはできない。 α21現在ではそれぞれ在庫に特徴がある5人のトレーダーがいる
- ジョエル (Joel) 主に防具などの在庫が豊富
- ボブ (Bob） 主に工具や乗り物関係などの在庫が豊富
- ヒュー (Hugh) 主に銃器や弾丸などの在庫が豊富
- レクト (Rekt)    主に食料品・農作物の種などの在庫が豊富
- ジェン (Jen) 主に医療品などの在庫が豊富

### ゾンビ
攻撃して倒すことで経験値を得られる。通常の設定では昼間は歩き、夜は走り出す。また、ゾンビは攻撃を受けたときに一定確率でレイジモード(Rage mode)になり、一定時間残忍(フェラル)個体のように走るようになる。
ゾンビには通常種に加えてプレイヤーのレベルが高くなるにつれ出現し始める「残忍(フェラル)個体」と「放射能汚染個体」が存在する。
- 残忍(フェラル)個体HP・攻撃力・対物攻撃力・経験値が大きく上昇し、時間に関わらず発見・警戒状態では常に走っている。
- 放射能汚染個体フェラル化個体の特徴に加えて、更にHPが増加し、HPが常時回復し続ける。 こちらはラジウム蛍光色のような緑色に発光している。

Alpha17から、死んだゾンビからのルートや解体が出来なくなり、代わりに低確率でルート可能な黄色いバッグを落とすようになった。全てのゾンビに共通して、攻撃を受けた際にスタンや感染の状態異常になることがある。
一般ゾンビ
一部のバイオームを除き、建物に依存せず出現するゾンビ。初期の大規模襲撃の多くは一般ゾンビで構成される。
男性型
- ボウ/感染したサバイバー (Zombie Boe / Infected Survivor)感染した生存者。足が速く、頭を振りながら前傾で迫ってくる。
- スティーブ/動く死体 (Zombie Steve / Reanimated Corpse)   激しく腕や頭を振り回しながら歩く感染者。
- ヨー/腐りかけの死骸 (Zombie Yo / Rotting Carcass)    常に腕を突き出して歩く感染者。
- ジョー/化膿亡骸 (Zombie Joe / Festering Cadaver)旧バージョンでいたるところにあった死体と同じ容姿をした、傷んだ死体であったがHD化された。
- モー/肥大化作業員 (Zombie Moe / Bloated Walker)動きが緩慢な肥満気味のゾンビ。
- 悪党/スケートパンクゾンビ (Zombie Skateboader / Skater Punk Zombie)フードを被っており他の一般ゾンビと比べてHPが高くなっている。
- 用務員(Zombie Janitor)Alpha19で追加された用務員のゾンビ。
- 観光客/動揺した観光客 (Zombie Fat Hawaiian / Disturbed Tourist)アロハシャツを着用した巨漢のゾンビ。ブロック破壊能力が非常に高い。
- トム・クラーク(Tom Clark)Kickstarter時代に6,000ドルという大金を出資した人物であるトム・クラークをモデルにした感染者。  α19までのスパイダーゾンビであったがα20から通常ゾンビとなった。

女性型
- アーリーン/腐敗女子 (Zombie Arlene / Putrid Girl)足の速い腐った少女の感染者。
- ダーリーン/腐乱マザー (Zombie Darlene / Decayed Mother)うろうろしながら近づく上に移動が遅い感染者。
- マーリーン/死亡女性 (Zombie Marlene / Departed Woman)タンクトップを着た若い女性の感染者。
- 看護師/疫病ナース (Zombie Nurse / Plagued Nurse)感染したナース。α19まではコスプレのようなナース服だったがα20から本職の看護師のような服装となった。
- ビッグママ/空腹ゾンビ (Zombie Female Fat / Hungry Zombie)あまり屋外で見かけることはなく、建物の中で寝ていることが多い他、農業施設周辺をうろついていることも多い。Alpha19でHD化され容姿が変わった。

地域色の強いゾンビ
特定の場所・建物に多く配置されることのあるゾンビ。
- ビジネスマン/ゾンビビジネスマン (Zombie Businessman)オフィス施設などに多く配置されているスーツを着た感染者。
- バイカー/ゾンビバイカー (Zombie Biker)酒場やジャンクヤードなどの治安の悪い地域によく見られる不良バイク乗りのなれの果て。HPが高く防御力も高めになっている。
- パーティーガール/ゾンビストリッパー (Zombie Stripper)酒場やジャンクヤード、ストリップ劇場など治安の悪い地域によく見られるストリッパー。α19.1でHD化されトップレスだった衣装が黒いドレスへ変更された。
- 作業員/作業員ゾンビ (Zombie Utility Worker / Utility Worker Zombie)工事現場や電波塔などによく見られる感染者。ブロック破壊力がかなり高く防御力も高い。
- 兵士/戦死ソルジャー (Zombie Soldier / Fallen Soldier)    軍事施設や軍の野営地などによく見られる感染した兵士。軍用の装備を着用しているためHP自体は一般ゾンビと同じだが非常に防御力が高い。
- 危険物処理班/有毒労働者 (Zombie Male Hazmat / Hazardous Worker)防護服を着た感染力の強い感染者。兵士と似たような施設に現れることが多い。 攻撃によるプレイヤーへの感染率が特に高い。
- 研究員/研究員ゾンビ (Zombie Lab)Alpha17から研究施設などの建物に登場するようになった女性研究員の感染者。

バイオーム固有ゾンビ
それぞれバイオームに固有であらわれるゾンビであり、これらのバイオームではフィールド上の通常スポーンゾンビは全てこのゾンビになる。
- 木こり/冷凍木こり (Zombie Snow / Frozen Lumberjack)雪原に出現する、大柄な男の感染者。他のゾンビより体格が良く、攻撃力・体力が高い。
- 焦げたゾンビ/火傷患者 (Zombie Burnt / Burnt Victim)焼けた森に出現する丸焦げの感染者。

特殊ゾンビ
他のゾンビから際立った特徴を持つゾンビ。
- クローラー (Zombie Steve Crawler / Crawler) 時間問わず地面を這ってゆっくりと移動する、下半身を失っている感染者。
- スパイダー/スパイダーゾンビ (Zombie Spider / Spider Zombie)常に四つ足で移動し、やや早めの移動速度を持つ特殊な感染者。レイヤーとの距離が少し離れているとジャンプで急接近を仕掛ける。かすれた甲高い声と喉を鳴らす鳴き声が特徴。Alpha20で完全新規のモデルが用意され、元のモデルはトム・クラークとして一般ゾンビ化した。
- 絶叫ゾンビ (Zombie Screamer / Screamer Zombie)大きな音(銃声・爆破など)を立てたり炉やキャンプファイヤー・松明などの熱源を稼動させる事によりHEAT値が上昇し、出現する。発見されると悲鳴を上げ多数のゾンビを呼寄せる。その容姿から日本のプレイヤーからは貞子と呼ばれる。 α20で大きくその外見が変わり、人間離れしたご面相になった。  α21で絶叫しない個体が一部建物で出現するようになった。
- 警官/感染警官 (Zombie Fat Cop / Infected Policeman)基本は警察署・都市部・荒廃地に現れる警官の感染者。 酸液を複数吐く遠距離攻撃を行ない、建物を破壊する。この酸は射程が結構長く、正面ではなくプレイヤーに飛んでいき、HPが残り40%になるとプレイヤーへ向かってゾンビの歩行速度設定に関わらず走り寄ってきて自爆する。自爆の射程は短いものの装備によっては即死するほどの高威力。
- 変異ゾンビ (Mutated)α20で実装されたミュータントゾンビ。上半身が無数の膨れ上がったコブのようなもので埋め尽くされており、そこから酸をまき散らす範囲攻撃を行う。夜の荒廃地でよく見かけるが他バイオームでもTier4~5の研究所関連施設にはフェラルや放射能汚染個体が固定配置されている。 外見デザインは同じゾンビサバイバルゲームのデッドアイランドに登場するスーサイダーがモチーフと思われる。
- ワイト (Zombie Wight)    設定・昼夜に関わらず全速力で迫る謎のゾンビ。全ての個体がフェラル化個体以上であり、倒すのは容易ではない。他のゾンビとは容貌が大きく異なっており、特に放射能汚染個体は全身が緑の鱗に覆われているようにも見える。 過去にはこれをフェラルゾンビと呼称していた。
- 解体ゾンビ/デモリッシャーゾンビ (Zombie Demolition)高進行度(具体的にはゲームステージが147以上)のブラッドムーンホードで登場する。またα20より、森林以外のdowntown地域に昼夜問わず極低確率で出現するようになった。通常個体のみでありながら他の放射能汚染個体を上回る耐久力と対物攻撃力を持つ。非常に大きな体に胸の緑色に点灯するの起爆装置が特徴で、この起爆装置に攻撃が当たってしまうと赤点滅に変化し、大きな警告音とともに2秒後に大爆発を起こす。デモリッシャー（破壊者）の名の通り、拠点破壊に特化しており、この爆発はブロックダメージが非常に強力で鉄筋コンクリートブロック未満(難易度設定、ブロックダメージ等デフォルト時)の建材を一発で木っ端微塵にする威力がある。
- プレイグ・スピッター(Zombie Plague Spitter)砂漠に出現する虫吐きゾンビ。鈍足と感染を付与してくる虫の群れは遠距離攻撃耐性がある。離れている時は姿が透けていて見つけ難い。ゾンビとの距離が空いていると虫の群れを呼び出してけしかけてくる。遠距離攻撃の虫の群れはゾンビハゲワシ似た挙動をもつ飛行する敵で、被ダメージ時に5秒間の鈍足化を与えてくる。
- フロスト・クロー (Zombie Frost Claw)雪原に出現する投石ゾンビ。投石は爆発物扱いなので被ダメージは爆発耐性が参照される。ゾンビとの距離が空いていると地面を掘り起こすモーションの後、岩を投げつけてくる。この岩は銃で撃ち落とすことが出来ない。投石による被ダメージ時に５秒間の脳震盪を与えてくる。投石は距離が空いていれば頻繁に行ってくる。

ゾンビ化動物
感染しゾンビ化した動物。刃物を使って解体することで腐肉や革、動物性油脂、骨の有用な素材を得ることができる。
- ゾンビ犬 (Zombie Dog)  焼けた森、荒廃地に出現する常に高速で移動するゾンビ犬で、捕捉されると振り切るのが非常に難しい難敵。攻撃を受けると高確率で感染・流血になり最悪死に至る。
- ゾンビハゲワシ (Zombie Vulture)砂漠、荒廃地に出現する狡猾なハゲワシのゾンビ。大柄な放射能汚染個体も存在し、感染警官の様に酸液を発射し、緑色に光っていないにもかかわらず放射能汚染の例に漏れず自動回復能力を持つ。
- ゾンビクマ/ゾンビ熊 (Zombie Bear)焼けた森・荒廃地に生息するゾンビ熊。通常のクマと違って、逃げるだけではプレイヤーへの攻撃をやめない。
- ダイアウルフ (Dire Wolf)ゾンビアポカリプスの世界にゾンビ化して蘇ったダイアウルフ。HPも攻撃力も非常に高くゾンビ熊と並んで危険度最高クラスの動物である。

### 動物
ゾンビからの攻撃の対象にもなる野生動物。倒した後、刃物を使って解体することで生肉や革、動物性油脂、骨の有用な素材を得ることができる。α21からは動物の死体があるとゾンビが群がって貪り始めるので素早く剥ぎ取る必要があるが、これは同時にゾンビの注意を引き付ける撒き餌にもなる。

## 開発
Windowsのα版は2013年8月16日に、KickstarterかPayPalでの予約購入者向けにリリースされた。2013年8月11日の時点で、Kichstarterのキャンペーンが8月15日に終了するのに合わせて進められた。リリース予定日はWindows版が2014年5月、Mac版、Linux版はその後年内リリースを予定していた。このゲームはまた、Steam Greenlight（Steamにおいて販売して欲しいゲームをユーザー投票で決める機能）にも登録され、23日後には75,000票の賛成、8,340人のフォロワー、8,700のお気に入り登録を達成した。Steam Greenlightにおいて、たった16日で56,000票を超える賛成を獲得したというのは、史上一位の快挙である。Mac版は2013年9月13日、α1.1のアップデートと同時にリリースされた。

### PC版
α1.0～α7.9
『7 Days to Die』はまずα1.0として公開された。α5.0がSteamでアーリーアクセス作品として2013年12月13日にリリースされるまでは、KickstarterのキャンペーンかPayPalを使ってゲームを入手した人しかプレイできなかった。α7.8が2014年4月4日にリリースされた直後の4月8日にはα7.9がリリースされた。さらにα7.10が4月19日に追加された。
α8以降の主なアップデート内容は下記の通りである。
α8
2014年5月7日
変更：ゾンビのモーションや地形生成が滑らかになる
α9
2014年8月19日
追加：ランダム生成ワールド、新しいデバフ、軍事キャンプ等の新施設
α10
2014年11月22日
変更：健康値の概念
追加：キャラクターカスタマイズのシステム、Heat値による襲撃
α11
2015年4月2日
変更：開発ツールをUnity 5にアップデート、シェーダー等の改良
追加：ツールや装備の品質の概念、レベルの概念、病院等の新施設、「フェラルゾンビ」と呼ばれる強力なゾンビ
α12
2015年7月3日
変更：音声と物理演算に関する修正・変更、プレイヤーの移動速度の上昇
追加：ミニバイク、天気（グラフィック上のみ）
α13
2015年12月12日
変更：クラフトのシステムを変更、ゾンビの解像度の向上、インベントリ、マップ、GUIなどの大幅な変更
追加：気温と体温の概念、スキルシステム、ゾンビの部位破壊
α14
2016年3月26日
変更：Navezganeのマップ（固定マップ）が約2倍の広さに拡大
追加：新しい施設や地形、クエスト
α15
2016年10月5日
変更：描画距離の拡大
追加：刑務所やホテルなどの新施設、NPC（トレーダー）と自動販売機、特定の施設にスポーンする特殊ゾンビ
また、α15からSteam実績が使用されるようになった。
α16
2017年6月6日
変更：Xbox One、PS4、Steamのコントローラーに完全対応
追加：新たな建造物、蓄電池など電気のシステム、新たなゾンビと動物
α17
2019年1月18日
変更：戦闘バランス
追加：新たな乗り物、銃器周りの変更、トレーダークエスト
α18
2019年11月12日
変更：スキルシステム、戦闘バランス、経験値の変更
追加：新しい近接武器、新しい銃器
α19
2020年6月25日
変更：戦闘バランス、ドロップアイテム、経験値の変更、ホードの変更
追加：能力強化の食べ物
α20
2021年11月30日
変更：武器バランス、ゾンビの挙動、トレーダークエスト、アイテムドロップ
追加：新しい銃器
α21
2023年6月5日
変更：クラフト開放システム、水の入手方法、スキルバランス、ゾンビの挙動
追加：水滴収集機
1.0
2024年7月25日
早期アクセスを終了し、正式リリースとしてアップデート
2.0
2025年6月11日
変更：バイオーム進行制限、ダイナミックストームシステム、Navezgane更新
追加：新しいゾンビ、新しい建物

### コンソール版
2016年4月に、PS4版とXbox One版について発表された。2016年6月にTelltale Publishingから発売予定である。
2024年7月25日、1.0リリース。

## 受賞
『7 Days to Die』はレビューを集積するウェブサイトのMetacriticによれば、「批判的な」レビューを受けている。